# Don Blackburn
Don Blackburn, született John Donald Blackburn (Kirkland Lake, Ontario, 1938. május 14. – 2023. február 17.) profi kanadai jégkorongozó, edző.

## Pályafutása

### Játékosként
Pályafutását az OHA-s Hamilton Tiger Cubsban kezdte 1956–1957 között és a következő szezont is itt játszotta. A felnőtt pályafutását a WHL-es Victoria Cougarsban kezdte ahol 1958–1960 között játszott. Még az 1959–1960-as szezon közben átigazolt az AHL-es Providence Redsbe. 1960–1962 között az EPHL-es Kingston Frontenacsban szerepelt. Az 1962–1963-as szezonban bemutatkozott az NHL-ben a Boston Bruinsban hat mérkőzésen és öt asszisztot adott de ennek ellenére visszakerült a Kingston Frontenacsbe. 
1963–1966 között az AHL-es Quebec Acesben szerepelt. 1966–1967 között az AHL-es Rochester Americansba került majd 1967–1969 között a Philadelphia Flyers mezét viselte de a szezon közben leküldték az AHL-es Baltimore Clippersbe. 1969–1970 között játszott a New York Rangersben és az AHL-es Buffalo Bisonsban. 
A következő bajnoki idényben egyetlenegy mérkőzésen léphetett jégre a New York Rangers színeiben majd leküldték a Rochester Americansba. 1971–1972 között játszotta élete legjobb idényét, amikor az AHL-es Providence Redsben 99 pontot szerzett. A következő szezonban a New York Islanders és a Minnesota North Stars csapatát erősítette. 1973–1975 között a WHA-s New England Whalersben játszott majd az 1975-ben két mérkőzést a NAHL-os Cape Cod Codders töltött. Utolsó szezonja (1975–1976) szintén így telt.

### Edzőként
1975–1976 között a WHA-s New England Whalers csapatának volt az edzője. 1979–1981 között az NHL-es Hartford Whalers csapatának volt a mestere.

## Díjai
- EPHL Első All-Star Csapat: 1963
- Calder-kupa: 1970
- AHL Második All-Star Csapat: 1970, 1972
- AHL Első All-Star Csapat: 1971
- John B. Sollenberger-trófea: 1972